# Coleophora famella
Coleophora famella é uma espécie de mariposa do gênero Coleophora pertencente à família Coleophoridae.